# Трокши, Паскаль
Паскаль Трокши (алб. Paskal Trokshi, итал. Pasquale Trocsci; 2 января 1850, Малкуч — 28 июля 1917, Рим) — албанский католический деятель, архиепископ Скопье с 1893 по 1908 год.

## Биография
Пашкаль (или Пашк) родился в албанской семье в деревне Дельбништ (по данным Роберта Элси), в регионе Курбин в центральной Албании, тогдашней Османской империи. Согласно же албанским источникам, он появился на свет в деревне Малкуч близ города Дуррес (территория современного албанского муниципалитета Круя) в семье Яка Трокши и Диэлы Вати, католички из Курбина. В юном возрасте он остался сиротой и вместе со своим братом Хиле был отдан на воспитание родственникам своей матери.
Его интеллектуальные способности были отмечены Раффаэле Д’Амброзио, архиепископом Дурреса во время его пребывания в Дельбниште. Благодаря его покровительству Трокши получил начальное образование в своей деревне, а затем в Албанской папской семинарии в Шкодере. Там он начал изучать философию и богословие, а продолжил это делать в Риме. В 1873 году Трокши был рукоположен в сан священника. После возвращения в Албанию он стал во главе прихода в Гурезе, в Курбине, а также служил секретарём у Д’Амброзио. Трокши имел репутацию умного, но коррумпированного и страдающего алкоголизмом священника.
29 декабря 1892 года римский папа Лев XIII назначает его архиепископом Скопье, которым Трокши официально стал 10 января 1893 года. Его рукоположение совершали епископ Паскуале Герини (Пашк Герини), Раффаэле Д’Амброзио и настоятель монастыря в Мирдите Пренг Дочи. По просьбе самого Трокши церемония состоялась в часовне Папской семинарии в Шкодере 5 мая 1893 года.
Трокши столкнулся с растущим славянским влиянием в албаноязычных приходах, с которым он начал бороться, проведя ряд реформ. Эта деятельность привела к нападкам на него со стороны славяноязычных приходов, что стало причиной падению его популярности и противодействию со стороны австро-венгерских чиновников. Одним из достижений Трокши также стало открытие албанской школы в Стубле, построенной в 1584 году, но закрытой во время османского владычества. За ней последовало открытие и других школ в албанских общинах Косово: в Ипеке, Якове, Феризовиче, Злакучане и других. Трокши ушёл в отставку 22 марта 1908 года.
29 апреля 1908 года он был избран титулярным архиепископом Наколеи. 28 июля 1917 года Паскаль Трокши умер в Риме.